# (251) Sophia
(251) Sophia – planetoida z pasa głównego asteroid okrążająca Słońce w ciągu 5 lat i 164 dni w średniej odległości 3,1 j.a. Została odkryta 4 października 1885 roku w Obserwatorium Uniwersyteckim w Wiedniu przez Johann Palisę. Nazwa planetoidy pochodzi od imienia żony niemieckiego astronoma Hugo von Seeligera.